# Gunge

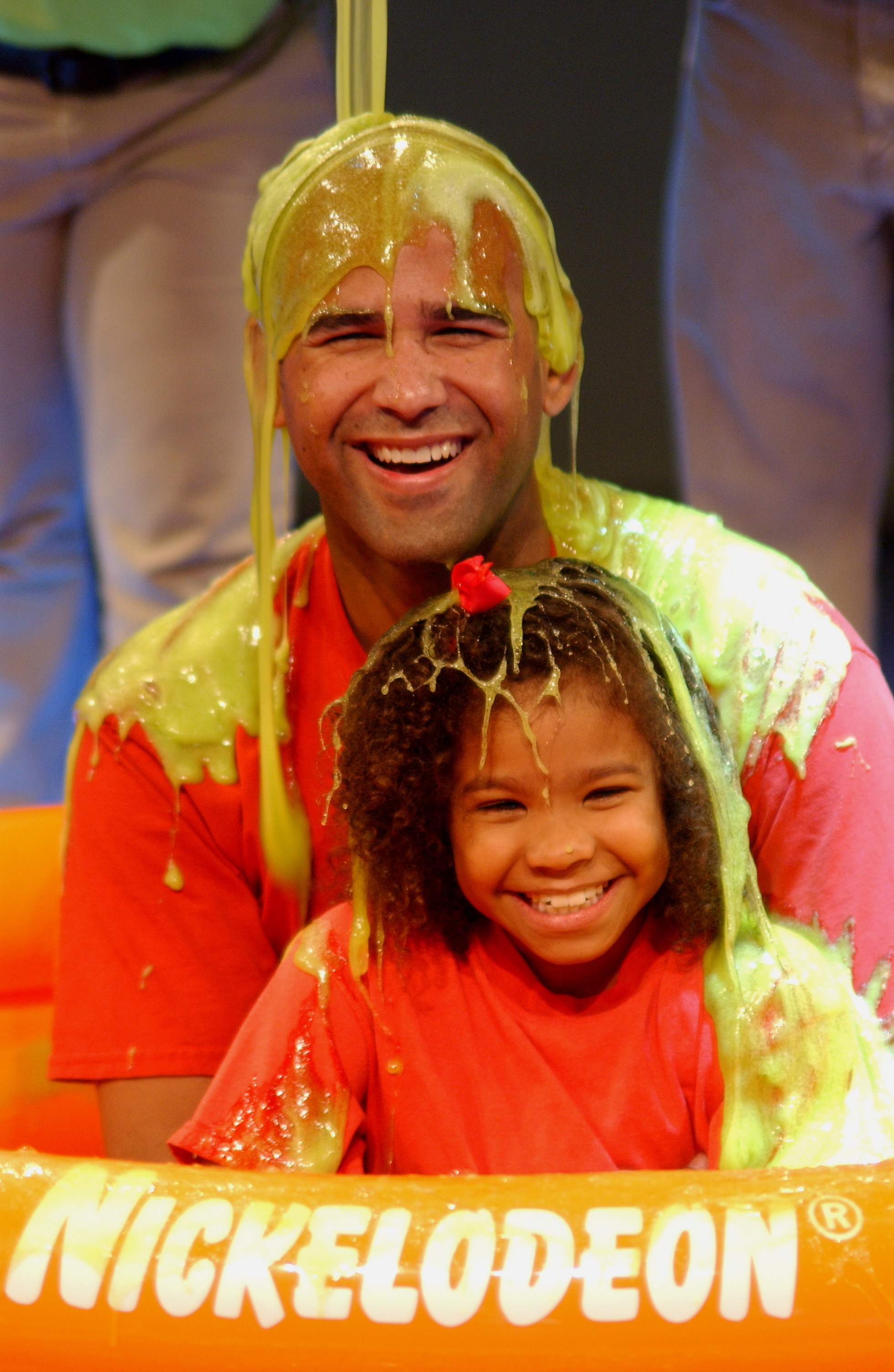
O familie este acoperită cu slime la Nickelodeon Suite Resort Orlando

Gunge, așa cum este cunoscut în Regatul Unit, sau slime, așa cum este cunoscut în Statele Unite ale Americii și în majoritatea zonelor anglofone ale lumii, este o substanță groasă, lipicioasă, dar lichidă, cu o consistență între cea a vopselei și cea a cremei. A fost o caracteristică a multor programe pentru copii timp de mulți ani în întreaga lume și a făcut apariții în emisiuni de jocuri, precum și în alte programe. Deși gunge apare mai ales la televizor, poate fi folosit și ca instrument de strângere de fonduri pentru organizații caritabile, grupuri de tineret și religioase. Tancurile Gunge au apărut în cluburi de noapte și la Zilele distracției. Organizațiile caritabile britanice Comic Relief și Children in Need, sprijinite de BBC, au folosit gunge pentru strângerea de fonduri în trecut. În SUA, slime-ul este uneori asociat cu Nickelodeon, având chiar mai multe emisiuni de jocuri care gravitează în jurul său, cum ar fi Slime Time Live⁠(d).

## Compoziție
Gunge-ul care este utilizat pe scară largă la televiziune este o pulbere industrială de hidroxietilceluloză, un agent gelifiant și de îngroșare utilizat pe scară largă.
Slime-ul verde iconic din serialul de televiziune canadian You Can't Do That on Television a fost creat accidental, potrivit producătorului Roger Price. Ideea inițială a fost de a arunca un butoi cu resturi de mâncare pe un băiat înlănțuit într-o temniță, dar înainte de a putea fi folosit, conținutul butoiului a devenit verde de mucegai. Amestecul nociv a fost aruncat oricum asupra băiatului și, peste noapte, serialul a avut improvizația comică caracteristică. Ulterior, serialul a trecut prin mai multe rețete diferite de slime care încorporează ingrediente precum gelatină de lămâie, praf de desert, făină, fulgi de ovăz sau cremă de grâu, șampon pentru copii și chiar brânză de vaci (nu neapărat toate în același timp). În cadrul emisiunii (și ulterior pe Nickelodeon de atunci), compoziția slime-ului era tratată ca un secret bine păzit, iar unele episoade se învârteau în jurul membrilor distribuției care încercau să discearnă compoziția slime-ului. Marc Summers⁠(d) a menționat că era un amestec de budincă de vanilie, fulgi de ovăz, sos de mere și colorant alimentar verde.

## Istoria gunge-ului la televizor

### anii 1960
În Regatul Unit, populara emisiune BBC Not Only...But Also conținea o schiță de încheiere intitulată „Poet's Corner”, în care invitatul săptămânii respective era provocat la un concurs de poezie improvizată împotriva lui Peter Cook, Dudley Moore fiind arbitrul. Fiecare concurent stătea la colțul unui rezervor pătrat de „BBC Gunge” pe un scaun măsluit care putea fi declanșat astfel încât să catapulteze ocupantul în rezervor. Arbitrul stătea într-unul dintre celelalte colțuri pe un scaun similar. Orice repetiție, ezitare sau abatere de la tema provocării îl arunca pe agresor în bazin. Sketch-ul se încheia întotdeauna cu toate cele trei personalități în bazin, cu pieptul adânc în mâzgă și recitând poezii.

### anii 1970
Emisiunea pentru copii Tiswas⁠(d), difuzată sâmbătă dimineața în Regatul Unit, a folosit din abundență conceptul de gunge. După ce a stabilit deja un umor dezordonat prin plăcinte cu cremă și găleți cu apă aruncate peste prezentatori și invitați, Tiswas a început să încuie voluntari adulți într-o cușcă. Odată ajunși în cușcă, aceștia erau, în mod normal, udați cu găleți de apă în momente aleatorii ale spectacolului. Acolo unde mâzga devenea implicată, era datorită băii de tablă cocoțată pe partea de sus a cuștii. Cu ajutorul unui mâner, această cadă putea fi înclinată, lăsând să cadă conținutul ei murdar peste oamenii de dedesubt. Deși era renumită pentru umorul său cu plăcintă cu cremă, nu era neobișnuit ca în Tiswas să fie turnate găleți cu mâncare și imitație de noroi/îngrășământ de cal peste oameni. Crema și fasolea coaptă erau alegeri populare.

### anii 1980
În America de Nord, You Can't Do That on Television, o emisiune canadiană pentru copii populară la Nickelodeon, dezvoltată de un producător TV britanic, Roger Price, își supunea în mod obișnuit personajele la „slime” (de obicei verde, dar uneori și în alte culori), de obicei atunci când spuneau „Nu știu”. A devenit o obișnuință a serialului ca alți actori să încerce să își încurajeze colegii să spună o frază care să îi facă să se înmoaie. O scenă de slăbire dintr-un episod din 1982 din You Can't Do That la Televiziune a fost folosită și în deschiderea filmului Fatal Attraction din 1987, iar referințe la serial au fost folosite în seriale de televiziune americane obișnuite, de la NewsRadio la Family Guy. Acest aspect al serialului cult⁠(d) a devenit mai târziu iconizat în logo-ul Nickelodeon cu slime, în emisiunile de jocuri ulterioare precum Double Dare, What Would You Do?, Figure It Out și BrainSurge⁠(d), care se învârteau în jurul slime-ului, a plăcintelor în față⁠(d) și a altor forme de murdărie, precum și în evenimentele live în care participanților (inclusiv celebrităților, în special la premiile anuale Kids' Choice Awards⁠(d)) li se oferea șansa de a fi slime sau umiliți public. La sfârșitul anilor 1980, Nickelodeon și omologul său canadian, YTV, au organizat chiar și concursuri în care marele premiu era o excursie la platoul YCDTOTV din Ottawa, Ontario, pentru a fi slăbit. Popularitatea emisiunilor Nickelodeon despre mâzgă a dat naștere unor imitatori, cum ar fi emisiunea sindicalizată de scurtă durată din 1988, Slime Time (fără legătură cu Slime Time Live⁠(d), difuzată ulterior de Nickelodeon), în care profesorii erau victimele unor gunging-uri verzi.
Cele mai faimoase cazuri ale acestei tradiții de slăbire încep în 1987, cu prima ediție a Kids Choice Awards.
În Regatul Unit și în Europa, la începutul anilor 1980, emisiunile de jocuri pentru copii bazate pe gunge erau norma. În special emisiuni precum How Dare You! de la ITV și Crackerjack de la BBC au asigurat prezența elementului de gunging în emisiuni pentru deceniul următor. În cadrul emisiunii How Dare You!, unul dintre principalele jocuri era „Teach Them a Lesson” (Învață-i o lecție), în care copiii aveau ocazia să își ude profesorul sau reprezentantul școlii cu mâzgă în timp ce stăteau deasupra unui rezervor cu mâzgă până la genunchi. După acest joc, profesorii erau uneori doborâți de unul dintre prezentatorii emisiunii și aruncați în rezervor. În cadrul emisiunii Crackerjack, cele două celebrități săptămânale, un bărbat și o femeie, se întreceau cu gazda Stu Francis⁠(d) într-un joc bazat pe mâzgă numit „Take A Chance” pentru a încerca să câștige puncte pentru copilul lor concurent. Dacă nu răspundea corect la întrebări, Francis și/sau invitatul celebru erau acoperiți de mâzgă. În plus, uneori, câștigătorul era și el „gunged” ca pedeapsă pentru că râdea de adversarul său, mai ales dacă acesta era Francis.
Mai târziu, în anii 1980, BBC a lansat Double Dare, bazat pe formatul în stil american, dar mult mai neglijent decât omologul său american. De asemenea, gunge-ul a început să apară în emisiuni obișnuite, precum Game for a Laugh pe ITV și Noel's Saturday Roadshow pe BBC. Alte țări din Europa au început, de asemenea, să aibă elemente de gunge în emisiunile obișnuite. Un, dos, tres...responda otra vez⁠(d) pe TVE în Spania a avut adesea concurenți care aruncau găleți de mâzgă unii în alții. De asemenea, Donnerlippchen, o emisiune de televiziune din Germania, a avut multe jocuri murdare; punctul culminant al emisiunii a fost scufundarea șefului echipei într-un bazin de scufundare și turnarea de cremă în interiorul fiecărei perechi de boxeri a membrilor echipei.
Emisiunea pentru copii What Now din Noua Zeelandă a folosit gunge de-a lungul anilor, de la lansarea sa în 1981. Din 2015, emisiunea este încă difuzată pe canalul 2 în fiecare duminică dimineața de la ora 8:00. Printre diversele segmente ale emisiunii în care se folosește gunge se numără „tank of terror”, „gunge on the run”, „flushed away”, „frog in the bog” și „brain freeze”.

### anii 1990-2000
În Noel's House Party, publicul vota adesea pentru a determina ce celebrități din emisiune urmau să fie „gunged” în Gunge Tank. În anii următori, Gunge Tank a devenit Gunge Train, iar celebritățile erau obligate să facă o plimbare cu trenul și erau acoperite de gunge pe tot parcursul călătoriei. De obicei, celebritățile se întorceau cu costumele sau rochiile ruinate și cu fețele de nerecunoscut. Uneori, membrii publicului erau „gunged” în timpul spectacolului din motive de răzbunare de către membrii familiei sau prieteni.
Factorul de divertisment legat de procesul de „gunging” a fost realizat de producătorii evenimentului caritabil Comic Relief, care au organizat un eveniment, în cooperare cu Guinness World Records, la National Exhibition Centre, Birmingham, unde a avut loc o încercare de a stabili un record pentru cele mai multe persoane „gunged” simultan, la 12 martie 1999. Au fost împrăștiați 184 de galoane de gaz peste 731 de persoane. Peste tot în Europa, producătorii de televiziune au comandat mai multe segmente de „gunge” pentru a fi incluse în emisiunile de televiziune obișnuite, datorită popularității sale în rândul telespectatorilor. În Germania, pe Sat.1, Halli galli, Glücksritter (RTL), Glücksspirale, plus versiunea germană a NHP - Gottschalk's Haus-Party, toate au implicat o doză mare de gunge. În Halli Galli, spectatorii au fost smulși de pe scaune și trimiși pe un tobogan murdar și într-o piscină. De asemenea, Glücksspirale de pe SAT1, Glücksritter RTL și Rache ist Süß Sat1, au avut concurenți smulși din public și aruncați în cele mai spectaculoase moduri. Spre sfârșitul anilor 1990, odată cu dispariția emisiunii Noel's House Party și cu scăderea audienței altor emisiuni europene, segmentul „gunge” din multe emisiuni obișnuite a început să dispară.
De-a lungul anilor 1990, gunge a devenit un element central în multe emisiuni de televiziune pentru copii. Adolescenții și invitații celebri sunt adesea văzuți concurând la quiz-uri în emisiunea Live & Kicking⁠(d) și sunt „gunged” dacă pierd. Celebritățile Lee Ryan⁠(d), Ben Adams⁠(d), Katy Hill⁠(d), Lesley Waters⁠(d), Katherine Merry⁠(d), Heather Suttie⁠(d) și Victoria Hawkins⁠(d) au fost „gunged” în această emisiune. Multe alte emisiuni au folosit gunge pe tot parcursul emisiunii - Fun House, Get Your Own Back, Run the Risk și Double Dare.
Din 1997 până în 2003, o emisiune canadiană numită Uh Oh!, difuzată la YTV, a prezentat un sistem de pedeapsă care îi făcea pe participanți să intre într-o cameră de mărimea unui dulap și să fie „gunged” dacă partenerul lor nu reușea să răspundă corect la întrebare.

### 2010-prezent
Gunge continuă să apară în 2010 la televiziunile pentru copii din Regatul Unit și continuă tendința din a doua jumătate a anilor 2000, nu la fel de mult ca odinioară. 101 Ways to Leave a Gameshow a folosit-o în runda sa bonus. Gazda alege un nume la întâmplare, iar prima persoană care răspunde greșit la întrebarea pusă de el este coborâtă pe o țeavă și este „gunged”. Basilchildren's Swap Shop a revenit fără galeria de gunge, dar introducând un nou joc cu o temă western numit Gold Rush. În acest joc, cele două echipe câștigătoare de la jocul anterior (paturi de scufundare) participă la un joc desfășurat într-un puț de mină, în care scopul este de a umple tuburile cu nămol lichid prin bascularea găleților cu nămol în tuburile ascunse (astfel încât copiii să nu știe cine câștigă). La final, cei patru copii se adăpostesc în puțul minier care tremură acum. Echipa câștigătoare primește aur (mâzgă galbenă), în timp ce echipa perdantă a fost inițial acoperită cu nămol maro, însă în episoadele ulterioare rămâne uscată.
La televiziunea pentru copii din Noua Zeelandă, What Now a introdus un nou joc cu gungey, Big Breakfast și Splat Cave. Fe Fi Fo Yum are o probă în care doi copii merg desculți într-un castron cu mâzgă pentru a colecta obiecte pentru coechipierii lor, cum ar fi litere/numere sau alte elemente. Ultimul joc se folosește, de asemenea, de castronul cu mâzgă, iar în ultima parte trebuie să intre în bazin și să urce o rampă pentru a-și elibera coechipierii captivi. În 2014, câteva jocuri noi, cum ar fi Use Ya Head, Target Ya Teacher și Small Balls au fost adăugate la What Now. În plus, spin-off-ul din Horrible Histories, Horrible Histories: Gory Games a presupus o provocare fizică care implică mâzgă. Cei trei copii din concurs aleargă desculți pe o masă gonflabilă colectând „caca” și depunându-l în rezervoarele lor de la celălalt capăt. Deasupra gonflabilei se află trei containere, câte unul pentru fiecare bandă a gonflabilei, în care se depozitează mâzga care este eliberată în anumite momente ale jocului. O variație a acestei probe îi vede pe cei trei concurenți alergând din nou desculți de-a lungul unei benzi gonflabile, într-un joc în care toți joacă, aruncând plăcinte în guri atașate de o coardă elastică; în a doua serie, la această probă se adaugă dificultatea ca „sosul Garum” să cadă pe gonflabilă la un moment aleatoriu în timpul jocului, ceea ce îi face pe copii să alunece și să alunece, sporind astfel dificultatea probei. Începând cu seria 3, copiii care pierd urmau să coboare pe un tobogan desculți într-o cuvă cu mâzgă maro și trebuiau să se târască prin ea. Versiunile britanică și australiană ale emisiunii Camp Orange de la Nickelodeon prezintă, de asemenea, provocări care implică „gunging” Splatalot (în neerlandeză Spetterslot), o emisiune de jocuri cu tematică medievală, asemănătoare cu Total Wipeout, are ca scop încetinirea atacatorilor prin aruncarea de către apărători, în puncte aleatorii din timpul provocărilor, a unor reziduuri de gunge/slime.
Sam and Mark Big Friday Wind Up a început să prezinte gunge încă din 2014. Jocul se numea „rotație”, iar două echipe de familii trebuiau să răspundă la întrebări de cultură generală în timp ce se turna un rezervor cu reziduuri, iar dacă răspundeau corect la întrebare, se roteau și era rândul celeilalte familii să răspundă la o întrebare. Echipa care se află sub cisternă atunci când aceasta este plină este „gunged”.
În 2016, rotația a fost înlocuită cu un alt joc de gungey numit Splat in the box. Două echipe de familii au primit întrebări de cultură generală. Câte secunde au avut nevoie pentru a răspunde la întrebare reprezintă numărul de rotații ale manivelei de pe cutie. De exemplu, dacă au avut nevoie de 3 secunde pentru a răspunde, vor trebui să întoarcă manivela de 3 ori. Dacă greșesc o întrebare sau rămân fără timp, vor trebui să facă numărul maxim de rotații, care este de 10. În cutie se ascunde un monstru înțepător, iar un anumit număr de ture va deschide cutia și echipa care se află în fața cutiei va fi „gunged”.
7two a avut o nouă emisiune de jocuri cu gunge numită Flushed. Cei care pierdeau runda precedentă intrau într-un rezervor de gunge și erau stropiți cu gunge purpuriu sau „Sludge”, cum i se spune în emisiune. Au existat 2 runde, astfel încât fiecare episod conținea 2 „gunging-uri”, cu excepția cazului în care a existat o egalitate în una dintre runde, astfel încât a fost doar un „gunging”.
În ceea ce privește televiziunea la ore de maximă audiență, cel puțin în Regatul Unit, gunge-ul a apărut în emisiunea de jocuri ITV1 The Whole 19 Yards, în care două sfere transparente conțineau gunge roz sau galben. În cadrul uneia dintre numeroasele probe fizice, un concurent trebuia să deșurubeze partea de jos a sferei de culoarea sa, ceea ce făcea să cadă gunge pe el și pe podeaua de dedesubt, pentru a recupera o cheie din sferă, care îi permitea să termine proba. Versiunea Channel 5 a emisiunii Big Brother (atât versiunea pentru celebrități, cât și versiunea normală) utilizează gunge în diverse sarcini și ca modalitate de nominalizare a membrilor casei.
La ediția din 2014 a Nickelodeon Kids' Choice Sports Awards, premiul Legend Award a fost acordat fotbalistului David Beckham, care a fost umplut cu slime auriu în loc de tradiționalul verde. Jucătorul de baseball Derek Jeter⁠(d), care a primit premiul în anul următor, a fost, de asemenea, „slimed” cu o culoare aurie. Această tradiție a continuat cu Kobe Bryant în 2016, Michael Phelps în 2017, Danica Patrick în 2018 și Dwyane Wade în 2019, deși nu s-a întâmplat cu Serena Williams în 2024. Acest „slimeing” este remarcabil nu numai pentru aspectul său auriu unic, ci și pentru moda copleșitoare în care indivizii sunt acoperiți cu slime.